# Darius Campbell
Darius Campbell-Danesh (Glasgow, 19 augustus 1980 - Rochester (Minnesota), 11 augustus 2022), eerder bekend als Darius en Darius Danesh, was een Schotse singer-songwriter.
Hij is bekend van het Britse tv-fenomeen Pop Idol, waar hij als deelnemer de finale behaalde. In Nederland is Pop Idol bekend als Idols, in België als Idool.
Zijn zelfgeschreven eerste single, “Colourblind”, kwam de UK Singles Chart binnen op nummer één en zijn debuutalbum behaalde platina onder het waakzame oog van Grammy-winnaar U2-producer Steve Lillywhite. Campbell verwierf vijf Top Tien UK-singles. Zijn manager was Simon Fuller.

## Carrière
Campbells professionele carrière begon als tienjarige in de Schotse avant-garde operaproductie van The Trojans, waarin hij een tienjarige Trojaanse jongen speelde. Als tiener toerde hij daarna met de Schotse Opera in een door recensenten toegejuichte productie van Carmen. Campbell bevond zich op zijn eerste keerpunt na het optreden in de Royal Opera House in Covent Garden. Hij besloot weer te gaan studeren in de plaats van zijn rijke baritonstem te vervolmaken voor een carrière in de opera.
Toen hij Engelse literatuur studeerde aan de Universiteit van Edinburgh, vormde er zich een kans op een auditie en de belofte op een platencontract, wat uiteindelijk leidde tot zijn bekendheid door Popstars en daaropvolgend Pop Idol. Miljoenen mensen stemden op hem en hij verliet het programma met een groot platencontract op tafel. Maar hij wees Simon Cowells financieel aantrekkelijke aanbod af, waardoor hij een coverzanger zou worden. In plaats daarvan stuurde hij een door hemzelf gecomponeerd lied naar zijn favoriete producer in de hoop samen iets origineels te maken. U2-producer en Grammywinnaar Steve Lillywhite bezorgde hem een contract voor vijf albums. Tijdens kerstmis 2002 werd zijn zelfgeschreven album Dive In platina.
In de volgende twee jaar was Campbell een steunact van Shakira in Parijs op haar wereldtournee, vervolledigde hij zijn eigen volledig uitverkochte toer door het Verenigd Koninkrijk, werd ambassadeur voor de Prince's Trust, werkte hij samen met Coldplay en Oasis mee aan een album voor het goede doel War Child, schreef het boek Sink or Swim, dat op nummer 6 uitkwam in de Sunday Times-bestsellerlijst en was een hoofdact in India voor Alanis Morissette nadat zijn album daar platina was geworden.
Nadat hij vernomen had dat bij zijn vader terminale kanker was vastgesteld, schreef en droeg hij zijn tweede album op aan Dr Booth Danesh, de man die hij zijn 'held' noemde. In 2005 werd "Live Twice" van het gelijknamige album zijn vijfde toptiensingle. Tot ieders verbazing kon zijn vader zijn zoon niet alleen zien optreden in de Royal Albert Hall, hij had daarboven ook zijn kanker verdreven.
Van 21 november tot 11 februari en in de zomer vertolkte Darius de rol van Billy Flynn in de musical Chicago. Hij trad op in 121 shows en miste geen enkele.
Naast het podium bleef Campbell actief werken met de Lymphoma Association om aandacht te vestigen op een van de minst begrepen en snelst groeiende kankers, en bleef hij werken met minderbedeelde jongeren als ambassadeur van Prince's Trust.
In 2006-2007 werkte hij aan zijn derde album in Los Angeles.
Na Billy Flynn vertolkte Campbell de rol van Sky Masterson in de musical Guys and Dolls tijdens de tournee van die musical. Hij trad op in Liverpool van 29 mei tot 9 juni en in Edinburgh van 12 juni tot 23 juni.

## Privéleven
Campbell studeerde Engels en filosofie aan de universiteit van Edinburgh. Zijn beide ouders waren arts en hij was de oudste van drie zonen. Ze werden allemaal naar Perzische koningen genoemd.
Campbell trouwde in februari 2011 in het geheim met de Canadese actrice Natasha Henstridge. In 2013 gingen ze uit elkaar.
Op 11 augustus 2022 werd Campbell doodverklaard nadat eerder die dag zijn levenloze lichaam werd gevonden in zijn bed in Rochester, Minnesota. Hij was 41 jaar oud. Uit autopsie bleek dat hij was overleden aan het inademen van chloorethaan.

## Discografie UK

### Albums
- Dive In - 2 december 2002 (Platina)
  - Colourblind
  - Rushes
  - Incredible (What I Meant to say)
  - Girl in the Moon
  - I'm Not Buying
  - Dive In
  - Gotta Know Tonight
  - Sliding Doors
  - Simple Like the Truth
  - Better Than That
  - Mockingbird
  - Mercury Rising
  - Gotta Know Tonight (songwriting demo)

- Live Twice - 25 oktober 2004 (Goud)
  - Kinda Love
  - Live Twice
  - How Do You Like It?
  - Better Man
  - Resolution
  - Stars Crash Down
  - Save Me
  - If I Could
  - Only You
  - Love to Love
  - Journey's End
  - Devil in You
  - Secret Song

### Singles
- "Colourblind"
  - Uitgebracht op: 29 juli 2002
  - Hoogste UK chart positie 1 (2 weken)

- "Rushes"
  - Uitgebracht op: 25 november 2002
  - Hoogste UK chart positie 5

- "Incredible"
  - Uitgebracht op: 3 maart 2003
  - Hoogste UK chart positie 9

- "Girl in the Moon"
  - Uitgebracht op: 9 juni 2003
  - Hoogste UK chart positie 21

- "Kinda Love"
  - Uitgebracht op:18 oktober 2004
  - Hoogste UK chart positie 8

- "Live Twice"
  - Uitgebracht op: 10 januari 2005
  - Hoogste UK chart positie 7